# El Vendrell
El Vendrell är en ort i Spanien. Den ligger i provinsen Província de Tarragona och regionen Katalonien, i den östra delen av landet, 400 km öster om huvudstaden Madrid. El Vendrell ligger 41 meter över havet och antalet invånare är 35 821.
Terrängen runt El Vendrell är platt åt sydost, men åt nordväst är den kuperad. Havet är nära El Vendrell åt sydost. Närmaste större samhälle är Vilanova i la Geltrú, 16,0 km öster om El Vendrell.